# 882 Swetlana
882 Swetlana је астероид главног астероидног појаса са пречником од приближно 43,55 .
Афел астероида је на удаљености од 3,955 астрономских јединица (АЈ) од Сунца, а перихел на 2,303 АЈ. 
Ексцентрицитет орбите износи 0,263, инклинација (нагиб) орбите у односу на раван еклиптике 6,120 степени, а орбитални период износи 2022,092 дана (5,536 година). 
Апсолутна магнитуда астероида је 10,50 а геометријски албедо 0,058.
Астероид је откривен 15. августа 1917. године.